# Chris Christie
Christopher James (Chris) Christie (Newark (New Jersey), 6 september 1962) is een Amerikaans politicus van de Republikeinse Partij. Hij was de gouverneur van New Jersey van 2010 tot 2018.

## Levensloop
Christie studeerde aan de Universiteit van Delaware en behaalde daar in 1984 een Bachelor of Arts in de politicologie. In 1987 behaalde hij een Juris Doctor aan de Seton Hall University. Na zijn studies werd hij advocaat en begon te werken voor een advocatenkantoor in New Jersey.
Bij de verkiezingen voor het Huis van Afgevaardigden van de staat New Jersey in 1995 stelde Christie zich verkiesbaar. Hij werd echter verslagen in de Republikeinse voorverkiezingen. In 1998 registreerde hij zich als lobbyist. In die tijd lobbyde hij onder andere voor de beveiligingsindustrie, GPU Energy en de Universiteit van Phoenix.

### Federaal openbaar aanklager voor het district New Jersey
Christie werd op 7 december 2001 genomineerd voor de post van federaal openbaar aanklager (US Attorney) voor het district New Jersey. Zijn nominatie werd door de Senaat unaniem goedgekeurd en hij werd op 17 januari 2002 benoemd. Hij bleef tot december 2008 in functie. Bij zijn aantreden was er enige kritiek op Christie vanwege zijn gebrek aan ervaring.
Als openbaar aanklager viel Christie op door de inzet waarmee hij corruptie bij de overheid bevocht. Dit leidde tot 130 veroordelingen of schuldigverklaringen van en door politici, met name op staats- en countyniveau. Onder de veroordeelden waren Robert Janiszewski en James Treffinger, respectievelijk de voorzitters van Hudson County en Essex County, John Lynch, voormalig voorzitter van de Senaat van New Jersey en Sharpe James, burgemeester van Newark.
Christie kreeg kritiek omdat hij verschillende contracten waar geld mee gemoeid was, doorschoof naar bevriende advocatenkantoren en bedrijven. Daarnaast kreeg hij verwijten vanwege een schikking van 300 miljoen dollar met het farmaceutische bedrijf Bristol-Myers Squibb. In de schikking was afgesproken dat het bedrijf een bedrag van 5 miljoen euro zou doneren aan Seton Hall University, de oude universiteit van Christie, voor een speciale leerstoel. Naar aanleiding van deze actie kwam het ministerie van Justitie met regels waarin dergelijke handelingen verboden werden.
Christie kwam in 2005 in het nieuws met de arrestatie van Hemant Lakhani. Deze wilde een aanslag plegen op Amerikaanse doelen, maar was niet in staat voldoende materiaal te vinden om een bom te maken. Door een undercoveragent kreeg hij nepmateriaal overhandigd, waarna hij werd gearresteerd.

### Gouverneur van New Jersey
In 2009 stelde Christie zich verkiesbaar voor het gouverneurschap van New Jersey. Hij won de Republikeinse voorverkiezingen. In de verkiezingen kreeg hij kritiek omdat hij geld ontving van een advocatenkantoor, dat hij in zijn periode als openbaar aanklager een duur contract had toegeschoven. Ook bleek, dat hij een lening had verstrekt die hij niet had opgegeven bij de belastingdienst. Christie wist de Democraat en zittend gouverneur Jon Corzine met een verschil van meer dan 3 procent te verslaan.
Als gouverneur maakte hij op februari 2010 bekend dat New Jersey tegen een begrotingstekort van 2,2 miljard dollar aanliep. Hij kondigde een financiële noodtoestand af. Hij stopte de financiering van 500 schooldistricten. Daarmee was een bedrag van 475 miljoen gemoeid. Hij vond dat de districten eerst hun grote reserves moesten aanspreken. Ook werd de subsidie voor ziekenhuizen, vervoer en het hoger onderwijs verminderd.
In augustus 2010 maakte Christie bekend dat de staat New Jersey een bedrag van 400 miljoen dollar verloren zag gaan, doordat een (anonieme) ambtenaar fouten had gemaakt voor de aanvraag van subsidie in het kader van het federale onderwijsprogramma Race To The Top. Bij een vraag voor de financiële gegevens van scholen over de jaren 2008 en 2009 had deze de gegevens van 2010 en 2011 aangeleverd. Volgens Christie ontzegde de regering van president Barack Obama New Jersey de mogelijkheid haar fout te herstellen. Christie beweerde, dat de Amerikaanse regering niets van zich had laten horen en New Jersey te laat op de hoogte was gesteld van de fout, zodat er geen mogelijkheid meer was deze te verbeteren. Het Amerikaanse ministerie van Onderwijs liet weten dat Robert Schundler, de minister van Onderwijs van de staat New Jersey, ruim op tijd op een bijeenkomst was ingelicht over de fouten. Christie liet naar aanleiding van deze bekendmaking weten dat hij verkeerd was voorgelicht en vroeg om het ontslag van Schundler. Deze vroeg echter ontslagen te worden zodat hij nog recht had op een ontslagvergoeding.

#### 'Bridgegate'
In januari 2014 werd Christie in verlegenheid gebracht, toen bekend werd dat door toedoen van medewerkers uit zijn staf in september 2013 de toegang tot de George Washington Bridge die het stadje Fort Lee (New Jersey) verbindt met New York, ernstig was belemmerd door sluiting van twee van de drie rijstroken. Dagenlange gigantische files waren het resultaat. De medewerkers wilden met hun handelen wraak nemen op de burgemeester van Fort Lee die Christie niet had gesteund in zijn herverkiezingscampagne. De door Christie benoemde functionarissen werden onmiddellijk ontslagen. Christie verklaarde van het voornemen van zijn medewerkers geen enkele kennis te hebben gehad en bood zijn excuses aan voor hun optreden. Op 11 januari 2014 startte een federaal onderzoek naar de mogelijke betrokkenheid van Christie bij het schandaal. Uiteindelijk werden alleen twee medewerkers van Christie veroordeeld, tot gevangenisstraffen van respectievelijk 2 jaar en 18 maanden.

#### 'Beachgate'
In juli 2017 raakte Christie, wiens 'approval rating' inmiddels tot 15% was gedaald, opnieuw in opspraak, ditmaal omdat hij met zijn gezin en vrienden een dagje naar het strand ging, en wel naar een door de staat beheerd strand dat juist was afgesloten voor het publiek vanwege een 'government shutdown': het fiscale jaar 2017, dat tot juli loopt, was afgelopen en er was nog geen nieuwe begroting goedgekeurd, zodat overheidsdiensten werden gesloten. Christie werd op een verder volkomen leeg strand gefotografeerd vanuit een vliegtuigje door een journalist van een regionaal dagblad.

### Presidentskandidaat 2016
Op 30 juni 2015 maakte Christie bekend zich kandidaat te stellen voor het presidentschap van de Verenigde Staten. Bij de voorverkiezingen in New Hampshire haalde hij echter maar 7 procent van de stemmen, waarop hij besloot zich terug te trekken. Korte tijd daarna sprak hij zijn steun uit voor Donald Trump, die de voorverkiezingen uiteindelijk won. Christie werd samen met Newt Gingrich en Mike Pence genoemd als de Republikeinse kandidaat voor het vicepresidentschap. Trump koos voor Pence. Christie is wel benoemd als hoofd van het transitieteam dat een belangrijke rol speelt in de machtsoverdracht van de oude naar de nieuwe president - een proces dat hij al ruim voor de verkiezingen voorbereidde. Op 11 november nam Mike Pence de leiding van het transitieteam over.
Tijdens de overgangsfase na Trumps zege speelde Christie geen rol. Sommigen zeggen dat Trumps adviseur en schoonzoon Jared Kushner daarvoor verantwoordelijk is geweest. Chris Christie was er als Federaal Openbaar Aanklager er in 2004 verantwoordelijk voor dat Kushners vader voor twee jaar de gevangenis in moest.

### COVID-19-uitbraak Witte Huis
Christie was een van de politici die eind september of begin oktober 2020 besmet raakten bij de uitbraak van het coronavirus in het Witte Huis. Op 3 oktober 2020 meldde hij positief te zijn getest. Later die dag werd hij uit voorzorg opgenomen in het ziekenhuis. Hij was aanwezig bij twee vergaderingen die door de media als "super spread event" zijn aangemerkt. Hij bracht dagen op de intensive care door. Nadat hij uit het ziekenhuis was ontslagen verklaarde hij niet voorzichtig genoeg te zijn geweest, en riep hij het Amerikaanse volk op in het openbaar een mondkapje te dragen. Deze gebeurtenis leidde tot een definitieve breuk tussen Christie en Trump.

### Presidentsverkiezingen 2024
Vanaf 6 juni 2023 deed Christie een nieuwe gooi naar het presidentschap door zich verkiesbaar te stellen in de Republikeinse voorverkiezingen. 
Bij zijn eerste verkiezingstoespraak gaf Christie aan te vinden dat alle presidenten in de laatste decennia Amerika kleiner hadden gemaakt en de bevolking tegen elkaar hadden uitgespeeld. Hij prees de vroegere presidenten Franklin D. Roosevelt, Dwight D. Eisenhower en John F. Kennedy om hun grootse denken. Met name tegenkandidaten Donald Trump en Ron Desantis moesten het ontgelden.

## Persoonlijk
Christie trouwde in 1986 met zijn medestudente Mary Pat Foster. Samen hebben zij vier kinderen.
- Gemeinsame Normdatei: 1179418727
- Library of Congress Control Number: no2010158524
- Nationale Bibliotheek van Letland: 000273472
- Nationale Bibliotheek van Tsjechië: mzk2016934745
- Nationale Bibliotheek van Polen: a0000002760377
- Virtual International Authority File: 149351915
- WorldCat: E39PBJyGYH7qPQY6cMV46WjHmd